# Shahin Ouest
 (avril 2025).
Motif : Sources attestant de la notoriété ?
- Archive Wikiwix
- Bing
- Cairn
- DuckDuckGo
- E. Universalis
- Gallica
- Google
- G. Books
- G. News
- G. Scholar
- Persée
- Qwant
- (zh) Baidu
- (ru) Yandex

| 1. | Préciser le motif de la pose du bandeau. | Précisez le motif de la pose du bandeau en utilisant la syntaxe suivante : {{admissibilité à vérifier\|date=mai 2025\|motif=remplacez ce texte par le motif}}                     |
| 2. | Informer les utilisateurs concernés.     | Pensez à avertir le créateur de l'article, par exemple, en insérant le code ci-dessous sur sa page de discussion : {{subst:avertissement admissibilité à vérifier\|Shahin Ouest}} |

 (avril 2025).
 (avril 2025).
La mise en forme du texte ne suit pas les recommandations de Wikipédia : il faut le « wikifier ».
Les points d'amélioration suivants sont les cas les plus fréquents :
- Les titres sont pré-formatés par le logiciel. Ils ne sont ni en capitales, ni en gras.
- Le texte ne doit pas être écrit en capitales (les noms de famille non plus), ni en gras, ni en italique, ni en « petit »…
- Le gras n'est utilisé que pour surligner le titre de l'article dans l'introduction, une seule fois.
- L'italique est rarement utilisé : mots en langue étrangère, titres d'œuvres, noms de bateaux, etc.
- Les citations ne sont pas en italique mais en corps de texte normal. Elles sont entourées par des guillemets français : « et ».
- Les listes à puces sont à éviter, des paragraphes rédigés étant largement préférés. Les tableaux sont à réserver à la présentation de données structurées (résultats, etc.).
- Les appels de note de bas de page (petits chiffres en exposant, introduits par l'outil «  Source ») sont à placer entre la fin de phrase et le point final[comme ça].
- Les liens internes (vers d'autres articles de Wikipédia) sont à choisir avec parcimonie. Créez des liens vers des articles approfondissant le sujet. Les termes génériques sans rapport avec le sujet sont à éviter, ainsi que les répétitions de liens vers un même terme.
- Les liens externes sont à placer uniquement dans une section « Liens externes », à la fin de l'article. Ces liens sont à choisir avec parcimonie suivant les règles définies. Si un lien sert de source à l'article, son insertion dans le texte est à faire par les notes de bas de page.
- La présentation des références doit suivre les conventions bibliographiques. Il est recommandé d'utiliser les modèles {{Ouvrage}}, {{Chapitre}}, {{Article}}, {{Lien web}} et/ou {{Bibliographie}}. Le mode d'édition visuel peut mettre en forme automatiquement les références.
- Insérer une infobox (cadre d'informations à droite) n'est pas obligatoire pour parachever la mise en page.

Pour une aide détaillée, merci de consulter Aide:Wikification.
Si vous pensez que ces points ont été résolus, vous pouvez retirer ce bandeau et améliorer la mise en forme d'un autre article.
Shahin Ouest, de son vrai nom Shahin Nadery, né le 29 décembre 1999 à Montréal, est un créateur de contenu canadien principalement actif sur YouTube. Il est connu pour ses vidéos de divertissement tournées au Québec. Sa chaîne compte plus de 393.000 abonnés. En 2023, il est reconnu par Google comme l’un des YouTubeurs canadiens les plus prometteurs.

## Biographie
Shahin Nadery est d'origine iranienne. Il grandit dans l’ouest de l’île de Montréal où il suit une scolarité bilingue : il effectue son primaire et son secondaire en français, puis poursuit ses études collégiales en anglais. Il obtient un baccalauréat en génie civil à l’Université Concordia.

## Carrière
Avant de lancer sa propre chaîne YouTube en janvier 2021, Shahin est membre du collectif JNT Productions. Il se lance en solo avec une première vidéo intitulée My New Beginning.... Ce lancement marque le début d’un parcours remarqué dans la création de contenu. Il crée également le site www.Shahin.video, où ses abonnés peuvent postuler pour participer à ses vidéos.
Connu pour la qualité de ses productions, Shahin Ouest investit souvent des montants considérables dans ses tournages. Certains projets peuvent mobiliser une équipe de plus de dix personnes et nécessitent un budget allant jusqu’à 15 000 dollars,. Son engagement dans la qualité visuelle et narrative de ses vidéos lui permet de se démarquer sur la plateforme.

## Vie privée
Depuis l’été 2022, Shahin est en couple avec Isabelle Labrecque, ancienne candidate de L’île de l’amour (Love Island France), pilote commerciale, aviatrice, star de TikTok, créatrice de contenu et personnalité active sur les réseaux sociaux. Le couple vit ensemble à Montréal.

## Marque et entrepreneuriat
En février 2025, Shahin lance sa propre marque de vêtements baptisée Le Ouest. La première collection comprend des chandails arborant la phrase J’comprends pas ton français. Cette inscription fait référence à son expérience personnelle à son arrivée au Québec, où les gens avaient parfois du mal à comprendre son accent. Il partage sur Instagram que cette phrase symbolise une partie importante de son vécu et de son intégration.

## Reconnaissance
En 2023, Google publie un palmarès des cinq YouTubeurs canadiens les plus prometteurs. Shahin Nadery est classé cinquième, devenant ainsi le premier créateur de contenu francophone à figurer dans ce classement. Il comptait alors plus de 180 000 abonnés. Cette reconnaissance salue la croissance rapide de sa chaîne, qui valorise la culture québécoise dans un contexte majoritairement anglophone. Il déclare dans les médias être surpris et reconnaissant, et insiste sur l’importance de rester authentique.
Shahin reçoit également la plaque argentée de YouTube pour avoir franchi les 100 000 abonnés. Il célèbre cette étape lors d’un événement privé réunissant les collaborateurs ayant participé à ses vidéos, dans une maison luxueuse mise à disposition par un partenaire. À cette occasion, un couple gagnant reçoit un prix de 1 000 dollars. Cette célébration témoigne de son attachement à la communauté qui l’entoure et de son soutien à l’industrie locale.

## Collaborations
Shahin Ouest collabore régulièrement avec d'autres créateurs de contenu québécois. Il entretient des liens professionnels et personnels forts avec Aly Brassard, Gurky, Lewis le Fou et Alexis Lachance. Ces collaborations se concrétisent à travers des vidéos de groupe, des projets communs et des initiatives originales comme les vidéos de rencontres organisées pour ses amis.
Dans le podcast Les Colocs, Aly Brassard parle de leur amitié en évoquant le soutien que Shahin lui a apporté lors de son coming out. Elle le considère comme un membre de sa famille, ce qui souligne la profondeur de leur lien au-delà des simples collaborations professionnelles.